# Gelieren

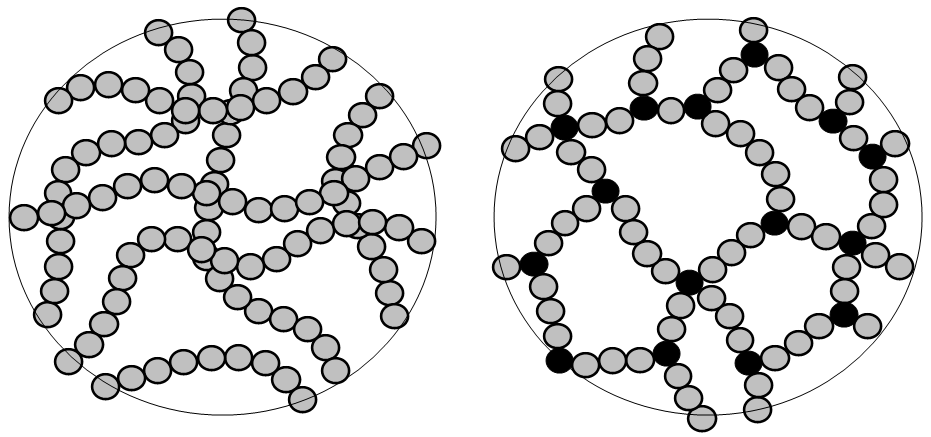
Polymere vor (kein Gel) und nach einer Vernetzung (Gel)

Gelieren (auch Gelierung oder Gelation) bezeichnet den Vorgang der Bildung eines Gels. Hierbei vernetzen sich zunächst isolierte Bausteine zu einem viskoelastischen Netz, dem Gel. Bausteine können kolloidale Aggregate sein, die in Suspension vorliegen (Sol). Diese dienen dann als Geliermittel.

## Anwendungen
Die Sol-Gel-Chemie findet z. B. Anwendung in der Nanotechnologie bei der Herstellung von Keramik und Keramikfasern.
Gelieren spielt bei der Lebensmittelzubereitung eine Rolle, z. B. bei der Herstellung von Gelee.
In der Kunststofftechnik wird oft auch der gesamte Prozess des Aushärtens eines Reaktionsgemisches als Gelieren bezeichnet, wenn dieser über einen gelartigen Zwischenzustand verläuft (z. B. bei Polyurethanen, Epoxiden, Polyesterharzen). Auch die Herstellung von Weich-PVC nutzt den Prozess des Gelierens, dabei werden Weichmacher und PVC-Pulver zu einer homogenen Masse verarbeitet, aus der dann Produkte hergestellt werden können.

## Gelpunkt
Der genaue Zeitpunkt des Überganges zu einem Gel wird als Gelpunkt  oder auch Gelierpunkt bezeichnet. Es existieren hierfür aber unterschiedliche Definitionen.
Bei der zunehmenden Vernetzung von Partikeln im Rahmen der Gelierung bzw. des Sol-Gel-Prozesses definiert man den Gelpunkt meist durch die Verknüpfung der Cluster zu einer makroskopischen Einheit, also einer zusammenhängenden Kette auf Kosten des Sols. Eine weitere Definitionsmöglichkeit legt den Gelpunkt als den Punkt, an dem Speichermodul und Verlustmodul betragsmäßig gleich sind, fest. Eine einfache Definition legt den Gelpunkt als jenen Zeitpunkt fest, an dem eine Probe sich nicht mehr verformt oder fließt. Auch eine Definition über den schlagartigen Anstieg der Viskosität ist möglich. Dieser ist jedoch nur unscharf zu erfassen, da der Prozess des Gelierens sich oft über sehr lange Zeiträume erstreckt.
Die Zeit bis zum Erreichen des Gelpunktes, die Gelierzeit, ist oft identisch mit der Topfzeit, da das Gemisch danach nicht mehr durch Gießen und Streichen verarbeitet werden kann. Sie kann messtechnisch einfach über den Viskositätsanstieg mit sogenannten Geltimern ermittelt werden. Dabei durchläuft die Probe in einem ggf. beheizten Reagenzglas den Geliervorgang. Dabei bewegt sich eine Metallhelix in der Probe kontinuierlich auf und ab. Beim Erreichen des Gelpunktes bleibt die Wendel in der Probe stecken und hebt das Reagenzglas mit an. Dies wird optisch oder mechanisch erfasst und so die Gelierzeit bestimmt.

## Theorien
Theorien, welche die Gelbildung beschreiben sind die Flory-Stockmayer-Theorie sowie das Erdős-Rényi-Modell, bei dem ein Gel als Zufallsgraph verstanden wird.